# La Pierre Dorée
La Pierre Dorée était une marque commerciale française désignant un fromage industriel de lait cru de chèvre ou de vache, qui était fabriqué par l'Union des Sociétés Coopératives Fromagères Françaises (SCOFF, ancienne société Bourdin, aujourd'hui coopérative agricole Valcrest), à Givors dans le Rhône.

## Fabrication
C'était un fromage au lait cru, de 60 % de matière grasse, de forme tronconique plus haut que large, inégale. 